# Missa pré-tridentina

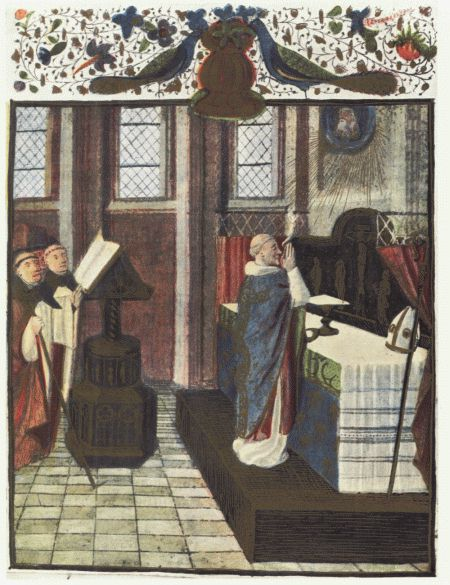
Uma missa pontifícia no século XV.
Iluminura de um missal do século XV abrigado no Museu Britânico.

Missa pré-tridentina é uma referência a uma das variantes do rito litúrgico da missa que existia em Roma antes de 1570, quando, com sua bula "Quo primum", o papa Pio V tornou o Missal Romano, revisado por ele próprio, obrigatório em toda a Igreja Latina, com exceção dos locais e congregações que pudessem demonstrar o uso de ritos distintos por 200 anos ou mais.
Esta revisão papal incluía a introdução das "orações ao pé do altar" e a adição de tudo que aparece depois da "Ite missa est" atendendo a uma ordem do Concílio de Trento (1545-63) apresentada por seu predecessor na sessão de encerramento dos trabalhos.
Fora de Roma, no período antes de 1570, muitos outros ritos litúrgicos eram utilizados, não apenas no cristianismo oriental, mas também no ocidente. Alguns dos ritos ocidentais, como o rito moçárabe, não tinham relação com o rito romano que Pio V revisou e ordenou que fosse aceito. Mas mesmo em áreas onde num momento ou outro se aceitou o rito romano, logo se introduziram mudanças e adições. Como resultado, cada província eclesiástica e quase toda diocese tinham seu uso local, como o "Uso Sarum", o "Uso York" e o "Uso Hereford" na Inglaterra. Na França, perduravam ainda fortes traços do Rito galicano. Com exceção de uns poucos lugares onde o rito romano jamais havia sido introduzido, o Cânon da Missa permaneceu relativamente uniforme, mas as orações no "Ordo Missae" e, em número ainda maior, do "Proprium Sanctorum" e do "Proprium de Tempore" variavam muito.
Por isto, este artigo considera apenas a liturgia da missa como celebrada em Roma.

## Relatos mais antigos
O mais antigo relato sobrevivente da celebração da Eucaristia ou da missa em Roma é o de São Justino Mártir (m. c. 165), no capítulo 67 de sua "Primeira Apologia":
| “ | No dia que se chama do sol, celebra-se uma reunião de todos os que moram nas cidades ou nos campos, e aí se leem, enquanto o tempo o permite, as Memórias dos apóstolos ou os escritos dos profetas. Quando o leitor termina, o presidente faz uma exortação e convite para imitarmos esses belos exemplos. Em seguida, levantamo-nos todos juntos e elevamos nossas preces. Depois de terminadas, como já dissemos, oferece-se pão, vinho e água, e o presidente, conforme suas forças, faz igualmente subir a Deus suas preces e ações de graças e todo o povo exclama, dizendo: "Amém". Vem depois a distribuição e participação feita a cada um dos alimentos consagrados pela ação de graças e seu envio aos ausentes pelos diáconos. | ” |
|   | — Justino Mártir. |   |

No capítulo 65, Justino afirma que o beijo da paz era dado antes que o pão e o vinho misturado com água fossem trazidos para o "presidente dos irmãos". A linguagem utilizada é indubitavelmente grega, com exceção da palavra hebraica "Amen", cujo significado Justino explica em grego (γένοιτο) ao dizer que, com ela, "o povo expressa sua concordância".
Ele continua no capítulo 66, no qual descreve uma mudança (explicada muito depois como sendo a transubstanciação) que ocorre no altar:
| “ | De fato, não tomamos essas coisas como pão comum ou bebida ordinária, mas da maneira como Jesus Cristo, nosso Salvador, feito carne por força do Verbo de Deus, teve carne e sangue por nossa salvação, assim nos ensinou que, por virtude da oração ao Verbo que procede de Deus, o alimento sobre o qual foi dita a ação de graças - alimento com o qual, por transformação, se nutrem nosso sangue e nossa carne - é a carne e o sangue daquele mesmo Jesus encarnado. | ” |
|   | — Justino Mártir. |   |

As descrições da liturgia da missa em Roma por Hipólito (m. 235) e Novaciano (m. c. 250) são similares.

## Primeiras alterações
Não se sabe ao certo quando a língua da celebração mudou do grego para o latim. Papa Vítor I (r. 190-202), um africano, pode ter sido o primeiro a usá-lo na liturgia em Roma. Outros acreditam que o latim foi finalmente adotado somente um século depois. A mudança foi provavelmente gradual, com ambas coexistindo por um tempo.
Antes do pontificado de Gregório I (r. 590-604), o rito da missa romana já havia passado por várias mudanças, incluindo uma "refundação completa do Cânon" (um termo que, neste contexto, significa a "anaphora" ou "oração eucarística"): o número de leituras das Escrituras havia sido reduzido, as orações dos fieis eram omitidas (deixando, porém, o oremus que antigamente as introduzia) , o beijo da paz foi mudado para depois da consagração e já se percebia uma crescente tendência de variar, no que diz respeito à festa ou estação, as orações, o prefácio e mesmo o Cânon.
Com relação ao Cânon romano da missa, as orações começando com "Te igitur, Memento Domine" e "Quam oblationem" já estavam em uso, ainda que não com as mesmas palavras exatas de hoje, em 400; a "Communicantes", o "Hanc igitur" e os pós-consagração "Memento etiam" e "Nobis quoque" foram adicionados no século V.
Gregório conduziu uma revisão geral da liturgia da missa, "removendo muitas coisas, alterando umas poucas, adicionando outros", como descreveu seu biógrafo João, o Diácono. A ele se credita a adição de uma frase à oração eucarística e foi ele também que colocou o Pai Nosso imediatamente depois do Cânon.

## Idade Média
No final do século VIII, Carlos Magno ordenou que o rito romano da missa fosse utilizado em todos os seus domínios. Porém, alguns elementos do Rito galicano, mais antigo, se fundiram a ele no norte dos Alpes e o mito misto resultante foi introduzido em Roma por influência dos imperadores depois de Carlos. A influência gália é responsável pela introdução no rito romano de cerimônias dramáticas e simbólicas, como a benção das velas, cinzas, ramos e muito do ritual da Semana Santa.
A recitação do "Credo" (o Credo Niceno) depois da leitura do Evangelho é atribuída à influência do imperador Henrique II (r. 1002-1024). A influência gália explica ainda prática de incensar pessoas, introduzida no século XI (ou XII); "antes dessa época, incenso era queimado apenas durante as procissões (a entrada e procissão do Evangelho)". Orações privadas ditas pelo padre antes da Eucaristia eram outra novidade. Por volta do século XIII, um elaborado ritual e orações adicionais de origem franca foram adicionadas ao ofertório, durante o qual a única oração que o padre dizia em épocas anteriores era o "segredo"; estas orações variaram consideravelmente até serem fixadas por Pio V em 1570. O papa também introduziu as "orações ao pé do altar", antes ditas principalmente na sacristia ou durante a procissão até o altar como parte da preparação do padre, e, também pela primeira vez, tudo o que segue o "Ite missa est" em sua edição do Missal Romano. Edições posteriores abreviaram esta parte omitindo o "Cântico dos Três Jovens" e o Salmo 150; outras orações seguiam que, na edição de Pio V, o padre deveria dizer enquanto deixava o altar.
De 1474 até o texto de Pio V, apareceram pelo menos quatorze diferentes edições impressas que alegavam apresentar o texto da missa "como celebrada em Roma" e que, portanto, foram publicadas sob o título de "Missal Romano". Estas edições foram produzidas em Milão, Veneza, Paris e Lyon, mas, mesmo nelas, há variações. Missais locais, como o de Paris, com pelo menos dezesseis edições impressas entre 1481 e 1738, trazem importantes diferenças
O Missal Romano que o papa Pio V publicou a pedido do Concílio de Trento gradualmente estabeleceu a uniformidade na Igreja ocidental. Com exceção de umas poucas dioceses e poucas ordens religiosas, a utilização deste missal passou a ser obrigatória, dando origem a um período de 400 anos no qual a missa de rito romano se desenvolveu no que se conhece como Missa Tridentina.

## Comparação
Segue uma comparação das versões da missa de ca. 400 e 1000:
| ca. 400                                                                                       | ca. 1000 |
| --------------------------------------------------------------------------------------------- | --- |
| Missa dos catecúmenos                                                                         | Pré-Missa |
| Cumprimento introdutório                                                                      | Cerimônias de entrada - Introit - Kyrie - Gloria in Excelsis Deo - Coleta                                                |
| Lição 1: os Profetas Salmo Responsório Lição 2: Epístola Salmo responsório Lição 3: Evangelho | Serviço das leituras - Leitura das epístolas - Gradual - Alleluia ou Trato - Sequência (opcional) - Leitura do Evangelho |
| Sermão                                                                                        | Sermão (opcional) |
| Oração Dispensa dos catecúmenos                                                               | Credo "Oremus" |
| Comunhão dos fieis                                                                            | Missa do sacrifício |
| Oferta dos presentes Oração das oferendas                                                     | Ritos do ofertório - Ofertório - Orações e Salmo 25 - Pequeno Cânon (opcional) - Segredo                                 |
| Orações eucarísticas                                                                          | Orações eucarísticas - Prefácio - Sanctus - Cânon                                                                        |
| Ritos da Comunhão rites Salmo acompanhando a Comunhão Oração                                  | Ciclo da Comunhão - Pai Nosso - Agnus Dei - Comunhão - Orações - Pós-comunhão                                            |
| Dispensa dos fieis                                                                            | Ite, missa est ou Benedicamus Domino                                                                                     |